# Bundestagswahlkreis Emsland
Der Bundestagswahlkreis Emsland war ein Wahlkreis im deutschen Bundesland Niedersachsen. Er umfasste das Gebiet der Landkreise Aschendorf-Hümmling und Grafschaft Bentheim sowie des Landkreises Meppen ohne die Gemeinden Geeste, Haselünne und Meppen, die zuletzt dem Wahlkreis Lingen angehörten.

## Geschichte
Der Wahlkreis war bei der Bundestagswahl 1949 die Nummer 4 der niedersächsischen Wahlkreise. Für die Bundestagswahlen 1953 bis 1976 hatte er schließlich die Wahlkreisnummer 26. Der Wahlkreis war eine Hochburg der CDU und das Direktmandat konnte von den CDU-Kandidaten seit 1953 stets mit über 60 % der abgegebenen Erststimmen gewonnen werden.
Ursprünglich umfasste der Wahlkreis das Gebiet der Landkreise Aschendorf-Hümmling und Grafschaft Bentheim und eines großen Teils des Gebietes des Landkreises Meppen. Ausgenommen waren davon das Gebiet der Gemeinden Geeste, Haselünne und Meppen, die zum Wahlkreis Bersenbrück - Lingen gehörten. Leichte Gebietsveränderungen traten aber aufgrund der im Laufe der Jahre vorgenommenen Eingemeindungen ein. Zur Bundestagswahl 1969 kam das Gebiet der ehemaligen Gemeinde Bakerde, die bereits 1964 in der neuen Gemeinde Herzlake aufgegangen war, zum Wahlkreis. Erst vor der Bundestagswahl 1976 kamen auch die in die Gemeinde Herzlake eingegliederten Gemeinden Bookhof, Felsen und Neuenlande sowie die der Samtgemeinde Herzlake zugeschlagene Gemeinde Dohren zum Wahlkreis hinzu. Im Gegenzug verlor der Wahlkreis vor der Bundestagswahl 1976 das Gebiet der ehemaligen Gemeinde Dalum, das nun zur Gemeinde Geeste gehörte.
Im Zuge der Neuordnung der Wahlkreise vor der Bundestagswahl 1980 wurde der Wahlkreis aufgelöst und das Wahlkreisgebiet auf die neu geschaffenen Wahlkreise Unterems und Mittelems aufgeteilt.

## Abgeordnete
Direkt gewählte Abgeordnete des Wahlkreises Emsland waren:
| Jahr | Name             | Partei | Anteil der Erststimmen |
| ---- | ---------------- | ------ | ---------------------- |
| 1976 | Rudolf Seiters   | CDU    | 62,2 %                 |
| 1972 | Rudolf Seiters   | CDU    | 62,1 %                 |
| 1969 | Rudolf Seiters   | CDU    | 66,5 %                 |
| 1965 | Josef Stecker    | CDU    | 71,0 %                 |
| 1961 | Josef Stecker    | CDU    | 67,0 %                 |
| 1957 | Josef Stecker    | CDU    | 67,0 %                 |
| 1953 | Heinrich Barlage | CDU    | 67,1 %                 |
| 1949 | Bernard Povel    | CDU    | 50,5 %                 |